# Зурабишвили, Иван Иванович
Иван Иванович Зурабишвили (груз. ივანე ივანეს ძე ზურაბიშვილი; 26 января (7 февраля) 1872, Поти — 14 июня 1940, Париж, Франция) — грузинский литератор, юрист и политик. Дед президента Грузии Саломе Зурабишвили.

## Биография
Шестой ребенок в семье Иванэ Зурабишвили и Анастасии Бодокиа родился 26 января (7 февраля) 1872 года в Поти, куда был переведён его отец начальником таможни. Рано, в возрасте трёх лет потерял отца, а в скором времени и мать, и воспитывался в семье старшей сестры матери — Мананы Цицишвили. А после её смерти Ивана привезли в Кутаиси, к близкому родственнику — Беко Кежерадзе.
Для подготовки в гимназию и для изучения русского языка Кежерадзе отдал его в семью учителя гимназии Коляновского. В 1882 году Иван поступил в подготовительный класс Кутаисской гимназии, а через два года — в пансион. Окончив в 1891 году Кутаисскую классическую гимназию, осенью того же года Зурабишвили поступил в Киевский университет — на медицинский факультет, но вскоре перешёл на юридический, а затем, в 1892 году стал студентом юридического факультета Московского университета.
Окончив в 1895 году университет, он вернулся в Грузию и женился на внебрачной дочери Нико Николадзе — Нино. В их браке родилось трое сыновей: Арчил (1896—?), Георгий (1898—?), Леван (1906—?).
В конце 1896 года переехал на местожительство в Тифлис. Сотрудничал с газетой Ильи Чавчавадзе «Иверия», с журналом «Моамбе» («Вестник»), с ежедневной газетой «Цнобис пурцели», перевёл на грузинский язык произведения Мопассана, Анатоля Франса, Альфонса Доде и других писателей. Был членом Общества по распространению грамотности среди грузин.
В 1897 году стал работать помощником известного адвоката Тер-Степанова, затем в адвокатском отделе железной дороги; с 1908 до 1919 год был главным юрисконсультом Закавказской железной дороги. При этом продолжал литературную деятельность.
Был одним из организаторов и руководителей Национально-демократической партии Грузии (1904).
После советизации Грузии в 1921 году Зурабишвили вместе с семьёй покинул страну. Первые три года он работал в Стамбуле юрисконсультом в турецко-иранском банке, основанном Акакием Хоштария. В 1924 году переехал в Париж. Продолжил вести литературную работу, некоторые его письма опубликованы под псевдонимом «Вин-зен», «Жанзет» и др. Книга «В память о хороших грузинах» стала последней.
Скончался в Париже 14 июня 1940 года. Нино Николадзе-Зурабишвили пережила мужа на 19 лет. Супруги похоронены вместе на Левильском кладбище.